# Isträsket, Norrbotten
Isträsket är en sjö i Älvsbyns kommun i Norrbotten och ingår i Piteälvens huvudavrinningsområde. Sjön är 4 meter djup, har en yta på 0,541 kvadratkilometer och är belägen 149,2 meter över havet. Sjön avvattnas av vattendraget Isträskbäcken.

## Delavrinningsområde
Isträsket ingår i det delavrinningsområde (731357-172485) som SMHI kallar för Utloppet av Isträsket. Medelhöjden är 217 meter över havet och ytan är 6,85 kvadratkilometer. Det finns ett avrinningsområde uppströms, och räknas det in blir den ackumulerade arean 40,84 kvadratkilometer. Isträskbäcken som avvattnar avrinningsområdet har biflödesordning 2, vilket innebär att vattnet flödar genom totalt 2 vattendrag innan det når havet efter 71 kilometer. Avrinningsområdet består mestadels av skog (68 procent). Avrinningsområdet har 0,54 kvadratkilometer vattenytor vilket ger det en sjöprocent på 7,9 procent.